# Instex
Instex steht für Instrument in Support of Trade Exchanges ‚Instrument zur Unterstützung von Handelsaktivitäten‘, eine im Jahr 2019 von Mitgliedstaaten der Europäischen Union gegründete Zweckgesellschaft in der französischen Rechtsform der SAS zum Tauschhandel mit dem Iran. Sie ist als Barter-Clearingstelle angelegt.
Im Rahmen einer außerordentlichen Hauptversammlung am 9. März 2023 beschlossen die 10 INSTEX-Gesellschafter – Belgien, Deutschland, Finnland, Frankreich, die Niederlande, Norwegen, Spanien, Schweden und das Vereinigte Königreich – nun die Auflösung von INSTEX. Während der letzten vier Jahre war INSTEX zwar um eine Erleichterung des Handelsaustauschs zwischen Europa und Iran bemüht, zumal es vor allem aus dem humanitären Bereich eine dauerhaft starke Nachfrage nach der Nutzung des INSTEX‑Mechanismus gab, aber die USA und Israel drohten stets mit unilateralen Sanktionen, so dass sich die Risiken für europäische Firmen trotz der geplanten Schutzmechanismen als zu groß darstellten. Hinzu kamen politische Wünsche des Iran, sich als Opfer darzustellen. Der Iran hatte nur einer einzigen Transaktion zugestimmt, nämlich der Ausfuhr medizinischer Güter aus Europa nach Iran Anfang 2020.

## Hintergründe
Dem Iran wurde für den Ausstieg aus seinem Atomprogramm die Aufhebung von Wirtschaftssanktionen versprochen. Nachdem die USA ihren Ausstieg aus diesem Wiener Atomabkommen von 2015 verkündeten, beschlossen Deutschland, Frankreich und das Vereinigte Königreich, an dem Abkommen festzuhalten. Sie betonen, dass der Iran alle schriftlich eingegangenen Verpflichtungen einhielt. Dies bestätigte die Internationale Atomenergiebehörde (IAEA) 13 mal nach unabhängigen Untersuchungen. Um Wirtschaftssanktionen der USA gegen dieses Bestreben zu vermeiden, wurde zunächst ein bereits 1996 von der EU beschlossenes Blockade-Statut herangezogen. Zur praktischen Umsetzung in diesem Kontext wurde im Januar 2019  Instex als eine Zweckgesellschaft initiiert, die den Zahlungsverkehr für Iran-Geschäfte abzuwickeln ermöglichen solle, ohne dass sich private Banken durch die Verwendung der Währung der USA Strafen ausgesetzt sehen. Die Zweckgesellschaft soll europäischen Unternehmen trotz strenger US-Sanktionen Geschäfte mit dem Iran ermöglichen. Als Vermittlungsstelle verrechnet sie Forderungen europäischer und iranischer Unternehmen miteinander. So kann der Iran Öl oder andere Produkte ausführen. Geld dafür fließt nicht über Banken in den Iran, sondern an europäische Unternehmen, die Waren in den Iran verkaufen.
Die Zweckgesellschaft mit Sitz in Paris ist für Unternehmen interessant, die den Handel mit dem Iran gegenüber dem Handel mit den USA bevorzugen und den Marktausschluss in den USA nicht fürchten. Die Leitung übernahm zunächst der Deutsche Per Fischer, ein ehemaliger Manager der Commerzbank, der den Posten nach sechs Monaten aufgab. Das Vereinigte Königreich soll den Vorsitz im Aufsichtsrat übernehmen.
Am 28. Juni 2019 wurde seitens der EU mitgeteilt, dass Instex funktionsfähig ist und die ersten Transaktionen bearbeitet werden. Mitte Juli 2019 bekundeten Vertreter der Russischen Föderation Interesse an einer russischen Partizipation bei Instex. Im August 2019 wurde bekannt, dass Bernd Erbel nicht wie geplant die Leitung von Instex übernehmen wird. Stattdessen wurde Michael Bock als neuer Präsident ausgesucht.
Nach der Tötung von Qasem Soleimani durch die USA zeigte Nathalie Tocci im Januar 2020 auf, dass Instex für den Monat nur ein Volumen von 2 Millionen Dollar hatte. Die Europäische Union sei schlicht nicht mutig genug bei der Umsetzung gewesen und zusätzlich habe eine französische Sonderinitiative durch Präsident Emmanuel Macron Instex weiter verzögert. Es gebe nun kaum noch etwas, was man tun könne, um das Atomabkommen zu retten. Wenige Tage später kündigte der Iran an, sich nicht mehr an das Abkommen von 2015 halten zu wollen.
Die USA warnten öffentlich gegen Versuche, Sanktionen durch Instex zu umgehen. Nicht nur den teilnehmenden Unternehmen, sondern auch Mitarbeitern von Instex drohten Sanktionen.

### Prognostizierte Wirkung
Das Blockade-Statut erweist sich nach Einschätzungen des Kolumnisten Leonid Berschidski vom Mai 2019 als weitgehend wirkungslos gegenüber den US-Sanktionen, weil keine staatliche Kompensation für Unternehmen verankert wurde, die von den USA wegen Iranhandels bestraft werden. Das Blockade-Statut habe bisher – mit Ausnahme einer Anwendung in Bezug auf Kuba 1997 und 1998 – nicht die erhoffte Wirkung gehabt. Instex für sich genommen sei für EU-Firmen in der Praxis riskant, da dessen Benutzung in Konflikt mit US-Geldwäsche-Normen und dem US-Vorwurf der Finanzierung von Terrorismus stünde. Weiter wurde in der Europäischen Union der Ausstieg aus dem Iranhandel für Konzerne nach entsprechender Meldung straffrei gestellt, so dass viele Unternehmen diese Option wählen. Effektiver sei nach Meinung von Bershidsky, auf dem Rechtsweg unter Bezug auf das geltende Völkerrecht gegen US-Sanktionen vor einem amerikanischen Gericht Klage einzureichen.

## Umsetzung
In Deutschland wurde das erste Geschäft über Instex im Februar 2020 angekündigt und im März 2020 abgewickelt. Es soll sich um eine Medikamentenlieferung im Umfang von unter 1 Million Euro handeln. Der deutsche Bundesaußenminister Heiko Maas gab bei Maybrit Illner an, eine Lieferung von Medikamenten im Wert von 10 Millionen Euro sollte über Instex mit dem Iran abgewickelt werden. Jedoch kam es zu keiner Transaktion, da die iranische Regierung nicht auf das Angebot eingegangen sei.

## Mitglieder
Deutschland, Frankreich und das Vereinigte Königreich arbeiten mit dem Iran in dem EU-Zahlungssystem für den Iran-Handel zusammen. Am 29. November 2019 erklärten Belgien, Dänemark, Finnland, die Niederlande, Norwegen und Schweden gemeinsam, mit der Zweckgesellschaft zu kooperieren.
| Länder                 | Beitrittsdatum    | Bemerkungen       |
| ---------------------- | ----------------- | ----------------- |
| Iran                   | 29. Januar 2019   | Gründungsmitglied |
| Deutschland            | 29. Januar 2019   | Gründungsmitglied |
| Frankreich             | 29. Januar 2019   | Gründungsmitglied |
| Vereinigtes Königreich | 29. Januar 2019   | Gründungsmitglied |
| Belgien                | 29. November 2019 |                   |
| Dänemark               | 29. November 2019 |                   |
| Finnland               | 29. November 2019 |                   |
| Niederlande            | 29. November 2019 |                   |
| Norwegen               | 29. November 2019 |                   |
| Schweden               | 29. November 2019 |                   |